# Дорохов, Александр Фёдорович
Александр Фёдорович Дорохов (11 марта 1948 — 12 февраля 2021) — авторитетный советский и российский учёный в области строительства ДВС, кораблестроения и судовой энергетики. Доктор технических наук, профессор.

## Биография
Родился в городе Махачкала Дагестанской АССР 11 марта 1948 года.
Окончил Махачкалинский автомобильно-дорожный техникум (1967г.), а затем факультет корабельной энергетики Ленинградского кораблестроительного института по специальности «Технология машиностроения, металлорежущие станки и инструмент» (1972г.). Продолжил заниматься научной и преподавательской деятельностью в Дагестанском политехническом институте на кафедре технологии машиностроения. С 19 ноября 1972 года по 25 ноября 1973 года проходил действительную срочную службу в рядах Вооружённых сил СССР.
По окончании заочной аспирантуры в 1982 году защитил кандидатскую диссертацию в Центральном научно-исследовательском дизельном институте (ЦНИДИ, Ленинград):
- Исследование тепловой нагруженности и теплопередачи в цилиндре судового вспомогательного дизеля при различных способах смесеобразования : диссертация ... кандидата технических наук : 05.04.02. - Ленинград, 1982. - 213 с. : ил.

В 1986 году избран на должность доцента и назначен на должность заместителя декана механического факультета ДПТИ.
В 1988 году организовал и возглавил отраслевую научно-исследовательскую лабораторию по судовым дизелям малой мощности Минсудпрома СССР при механическом факультете ДГПИ.
С 1990 года по совместительству являлся ведущим научным сотрудником Института физики Дагестанского научного центра РАН.
В 1998 году защитил докторскую диссертацию:
- Разработка методологии, принципов проектирования и модернизации производства судовых малоразмерных дизелей : диссертация ... доктора технических наук : 05.08.05. - Каспийск, 1997. - 362 с. : ил.

В 2000 году Дорохову А.Ф. присвоено учёное звание профессора.
С 1999 года – заведующий кафедрой «Судовые силовые установки» (1999-2013), с 2013 года – профессор кафедры «Судостроение и энергетические комплексы морской техники» в Астраханском государственном техническом университете, крупнейшем учебном центре Юга России в Прикаспийском регионе.
Дорохов А.Ф. организовал и был первым председателем диссертационного совета по специальностям «Технология судостроения, судоремонта и организация судостроительного производства» и «Судовые энергетические установки и их элементы (главные и вспомогательные)» при Астраханском государственном техническом университете, был председателем редакционной коллегии научного журнала «Вестник Астраханского государственного технического университета. Серия: Морская техника и технология».
Сфера научных интересов Дорохова А.Ф.: проектирование и производство судовых энергетических комплексов и систем; теплопередача и теплообмен; трибология; прочность, надёжность, экологическая безопасность машин.
Умер 12 февраля 2021 года в результате болезни.

## Основные результаты научной деятельности
Профессор Дорохов А.Ф. является автором и соавтором 197 научных, учебных и методических работ в крупных отечественных и иностранных учебных, научных и периодических изданиях, 2 монографии, при его участии зарегистрировано 11 патентов и свидетельств.
Подготовил 14 кандидатов технических наук.
Запатентованная научная разработка «Двигатель внутреннего сгорания с комбинированным смесеобразованием и принудительным воспламенением», выполненная под руководством Дорохова А.Ф., получила золотую медаль IV Московского международного салона инноваций и инвестиций (2004г.).
А.Ф. Дорохов являлся грантодержателем Российского фонда фундаментальных исследований (2008–2010 гг.).
Учебное пособие профессора Дорохова А.Ф. (в соавторстве) «Защита водной среды от воздействия энергетических установок: учебное пособие для высших профессиональных учебных заведений»  (2009г.)  входит в список основной и дополнительной литературы учебных программ таких вузов, как Казанский (Приволжский) федеральный университет, Камчатский государственный технический университет, Керченский государственный морской технологический университет, Мурманский государственный технический университет и других.

## Награды
- Нагрудный знак «Почётный работник рыбного хозяйства Российской Федерации».
- Медаль Промышленного профсоюза «За добросовестный труд».
- Почётные грамоты от губернатора Астраханской области.
- Нагрудный знак и награда Астраханской области «За профессиональные заслуги» в области образования и науки.
- Нагрудный знак и государственная награда Республики Дагестан «Заслуженный деятель науки Республики Дагестан».
- Ветеран труда Российской Федерации.
- Медаль Социалистической Республики Вьетнам «За заслуги в области образования».

## Научные труды
- Техническая диагностика на судах: методическое пособие по дисциплине "Техническая диагностика": [для студентов специальностей 140200, 240
- Методические указания к выполнению лабораторных работ по технологии судового машиностроения / А. Ф. Дорохов, К. Н. Сахно; Астраханский государственный технический университет. – Астрахань, 2002. – 22 с.
- Курсовое и дипломное проектирование: методические указания по оформлению курсовых проектов, дипломных проектов, курсовых работ, дипломных работ: [для студентов специальностей 140200, 240500] / А. В. Кораблин, А. Ф. Дорохов, Н. Н. Кондратьев; Астраханский государственный технический университет. – Астрахань, 2002. – 45 с.
- Руководство по инженерной психологии: курс лекций: учебное пособие: [для студентов вузов, обучающихся по специальности "Организация и безопасность движения (Автомобильный транспорт)", направления подготовки дипломированных специалистов "Организация перевозок и управление на транспорте"] / А. Н. Романов, Н. Я. Яхьяев, А. Ф. Дорохов; Астраханский государственный технический университет. – Астрахань: Изд-во АГТУ, 2003. – 171 с.
- Воздействие атомных станций на окружающую среду: методические указания к проведению практических занятий: [для студентов специальности 100700] / А. Ф. Дорохов, А. Н. Осипова, Е. А. Кочетков; Астраханский государственный технический университет. – Астрахань, 2004. – 17 с.
- Двигатель – источник загрязнения атмосферы, характеристика токсичности его отработавших газов, методы анализа состава отработавших газов и определение концентрации вредных веществ: методические указания к проведению практических занятий: [для направления 552100, специальностей 140200, 240500] / А. Ф. Дорохов, А. В. Кораблин; Астраханский государственный технический университет. – Астрахань, 2004. – 26 с.
- Охрана атмосферы от загрязнения отработавшими газами судовых ДВС. Методы и средства пылегазового анализа атмосферы: методические указания к проведению практических занятий: [для направления 552100, специальностей 140200, 240500] / А. Ф. Дорохов, А. В. Кораблин; Астраханский государственный технический университет. – Астрахань, 2004. – 30 с.
- Принципы обеспечения безопасности АС на этапах, предшествующих эксплуатации: методические указания к проведению практических занятий: [для студентов специальности 100700] / А. Ф. Дорохов, А. Н. Осипова, Е. А. Кочетков; Астраханский государственный технический университет. – Астрахань, 2004. – 20 с.
- Производство и потребление электроэнергии: методические указания к проведению практических занятий: [для студентов специальности 100700] / А. Ф. Дорохов, А. Н. Осипова, Е. А. Кочетков; Астраханский государственный технический университет. – Астрахань, 2004. – 11с.
- Экология на транспорте: методические указания к проведению практических занятий: [для направления 552100, специальностей 140200, 240500] / А. Ф. Дорохов; Астраханский государственный технический университет. – Астрахань, 2004. – 40 с.
- Программа преддипломной практики: [для студентов специальности 140200] / А. Ф. Дорохов, К. Н. Сахно; Астраханский государственный технический университет. – Астрахань, 2005. – 18 с.
- Методы определения токсичности отработавших газов судовых дизелей: методическое пособие по дисциплине "Экология", "Защита окружающей среды от воздействий энергетических установок" и "Предотвращение загрязнения морской среды" / А. Ф. Дорохов, Л. А. Осипова, Э. И. Мелякина; Астраханский государственный технический университет. – Астрахань, 2007. – 52 с.
- Устройство и работа судовых дизелей. Ч.1: Общие сведения о дизелях. Основные детали дизелей: методические указания к практическим занятиям по курсу "Судовые ДВС": [для студентов специальности 180103.65 "Судовые энергетические установки" и 180493.65 "Эксплуатация СЭУ"] / А. Ф. Дорохов, И. Н. Теренин, В. А. Кривоносов; Астраханский государственный технический университет. – Астрахань, 2007. – 36 с. Ч.2: Топливо, процесс сгорания и топливная система: методические указания к практическим занятиям по курсу "Судовые двигатели внутреннего сгорания" / А. Ф. Дорохов, И. Н. Теренин, В. А. Кривоносов; Астраханский государственный технический университет. – Астрахань, 2007. – 32 с.  Ч.3: Смазывание и охлаждение деталей дизеля. Механизм газораспределения четырехтактных дизелей: методические указания к практическим занятиям по курсу "Судовые двигатели внутреннего сгорания" / А. Ф. Дорохов, С. В. Виноградов, К. О. Сибряев; Астраханский государственный технический университет. – Астрахань, 2007. – 32 с.  Ч.4: Система сжатого воздуха. Системы пуска и реверсирования. Регуляторы частоты вращения коленчатого вала: методические указания к практическим занятиям по курсу "Судовые двигатели внутреннего сгорания" / А. Ф. Дорохов, Р. А. Лиджи-Горяев, Е. А. Колядин; Астраханский государственный технический университет. – Астрахань, 2007. – 34 с. – Текст: непосредственный.
- Защита окружающей среды от воздействия энергетических установок: учебное пособие для вузов / А. Ф. Дорохов, А. В. Кораблин, М. Н. Покусаев, Л. А. Осипова; Астраханский государственный технический университет. – Астрахань.
- Защита водной среды от воздействия энергетических установок: учебное пособие для высших профессиональных учебных заведений / А. Ф. Дорохов, А. В. Кораблин, М. Н. Покусаев, Л.А. Осипова. – Москва: Колос, 2009. – 264 с. – ISBN 978-5-10-004056-9.
- Исследование влияния конструктивных и эксплуатационных факторов на температурное состояние головки цилиндров малоразмерного дизеля / А. Ф. Дорохов, М. М. Аливагабов. – Ленинград: Двигателестроение, 1980. – 50 с.

## Статьи, опубликованные в материалах конференций
- Возможные направления совершенствования организации рабочего процесса в ДВС / А. Ф. Дорохов. – Текст: непосредственный // Материалы Международной научной конференции, посвященной 70-летию АГТУ / Астраханский государственный технический университет. – Астрахань: Изд-во АГТУ, 2001. – Т. 3. – С. 210-213. – ISBN 5-89154-065-7.
- Направления модернизации судовых малоразмерных дизелей в условиях Астраханского региона / А. Ф. Дорохов, А. В. Коршунов. – Текст: непосредственный // Материалы Международной научной конференции, посвященной 70-летию АГТУ / Астраханский государственный технический университет. – Астрахань: Изд-во АГТУ, 2001. – Т. 3. – С. 228-229. – ISBN 5-89154-065-7.
- Принципы обеспечения рациональной эксплуатации двигателей малых промысловых судов / А. Ф. Дорохов, Д. Е. Кромский, А. А. Севостьянов. – Текст: непосредственный // Материалы Международной научной конференции, посвященной 70-летию АГТУ / Астраханский государственный технический университет. – Астрахань: Изд-во АГТУ, 2001. – Т. 3. – С. 225-227. – ISBN 5-89154-065-7.
- Исследование надежности сцепления антифрикционного покрытия с рабочей поверхностью цилиндра судового ДВС / Н. К. Санаев, А. Ф. Дорохов. – Текст: непосредственный // Перспективы использования результатов фундаментальных исследований в судостроении и эксплуатации флота Юга России: международный научный семинар, Астрахань, 3-5 октября 2008 г.: сборник материалов / Астраханский государственный технический университет. – Астрахань: Изд-во АГТУ, 2009.  – С. 57-64. – ISBN 978-5-89154-302-7.
- Исследование показателей газодизельного рабочего процесса судового высокооборотного ДВС / А. Ф. Дорохов, И. А. Апкаров, С. Х. Келоев. – Текст: непосредственный // Инновационные технологии в производстве, науке и образовании: материалы Международной научно-практической конференции, Грозный, 07- 08 октября 2010 г. – Грозный: ИИЦ «Парнас», 2010. – С. 229-234.
- Некоторые технологические направления в производстве и модернизации судовых ДВС / А. Ф. Дорохов, П. А. Дорохов. – Текст: непосредственный // Международная отраслевая научная конференция профессорско-преподавательского состава Астраханского государственного технического университета, посвященная 80-летию основания Астраханского государственного технического университета – АГТУ (54 ППС), Астрахань, 19-23 апреля 2010 г.: тезисы докладов / Астраханский государственный технический университет. – Астрахань: Изд-во АГТУ, 2010. – Т. 1. – С. 256-257. – ISBN 978-5-89154-348-5.
- Применение биметаллических и многослойных конструкций в структуре поршневых ДВС / А. Ф. Дорохов, В. В. Шахов, П. А. Дорохов. – Текст: непосредственный // Технологии ремонта, восстановления и упрочнения деталей машин, механизмов, оборудования, инструмента и технологической оснастки от нано- до макроуровня: материалы 13-й Международной научно-практической конференции, Санкт-Петербург, 12-15 апреля 2011 г. / Санкт-Петербургский политехнический университет Петра Великого. – Санкт-Петербург, 2011.– Ч. 1. – С. 337-344.
- Моделирование впрыска запального топлива в камеру сгорания газодизельного двигателя / А. Ф. Дорохов, И. А. Апкаров. – Текст: непосредственный // Современные концепции развития науки: Международная научно-практическая конференция, Уфа, 15 мая 2014 г.: сборник статей. – Уфа: ООО «Аэтерна», 2014. – С. 25-33.
- Инновационные технологии в судовом машиностроении // А. Ф. Дорохов. – Текст: непосредственный // Современные наукоемкие инновационные технологии: Международная научно-практическая конференция, Казань, 11 сентября 2018 г.:  сборник статей. – Уфа: ООО «Омега Сайнс», 2018. – С. 12-18.
- Замкнутый газовыхлоп и совершенствование термодинамического цикла в дизелях /А. Ф. Дорохов, С. А. Каргин. – Текст: непосредственный // 8-е Луканинские чтения. Проблемы и перспективы развития автотранспортного комплекса: Международная научно-техническая конференция, Москва, 31 января 2019 г: сборник трудов. –  Москва: МАДИ, 2019. – С. 283-293.
- Совершенствование поршневых ДВС на основе анализа сопоставления их стоимости и эксплуатационных затрат / А. Ф. Дорохов, В. В. Шахов, П. А. Дорохов. – Текст: непосредственный // 8-е Луканинские чтения. Проблемы и перспективы развития автотранспортного комплекса: Международная научно-техническая конференция, Москва, 31 января 2019 г: сборник трудов. – Москва: МАДИ, 2019. – С.597-605.
- Современные технологии в судовом машиностроении / А. Ф. Дорохов, В. В. Шахов. – Текст: непосредственный // Актуальные проблемы морской энергетики: материалы Восьмой Международной научно-технической конференции, Санкт-Петербург, 21-22 февраля 2019г. / Санкт-Петербургский государственный морской технический университет. – Санкт-Петербург, 2019. –  С. 472-478.
- Технологии послойного синтеза в двигателестроении / А. Ф. Дорохов, В. В. Шахов. – Текст: непосредственный // 8-е Луканинские чтения. Проблемы и перспективы развития автотранспортного комплекса: Международная научно-техническая конференция, Москва, 31 января 2019 г.: сборник трудов. –  Москва: МАДИ, 2019. – С.455-464.
- Судовые дизельные энергетические установки с замкнутым газовыхлопом /А. Ф. Дорохов, С. А. Каргин. –– Текст: электронный // 64-я Международная научная конференция Астраханского государственного технического университета, посвященная 90-летнему юбилею со дня образования Астраханского государственного технического университета, Астрахань, 20-25 апреля 2020 г.: материалы. – Астрахань: Изд-во АГТУ, 2020. – С. 201. – URL: http://www.astu.org/Content/Page/5833
- Теоретические и прикладные аспекты функционирования энергетических установок спасательных средств коллективного пользования экипажей морских судов / А. Ф. Дорохов, Н. В. Пахомова. –– Текст: электронный // 64-я Международная научная конференция Астраханского государственного технического университета, посвященная 90-летнему юбилею со дня образования Астраханского государственного технического университета, Астрахань, 20-25 апреля 2020 г.: материалы. – Астрахань: Изд-во АГТУ, 2020. – С.202. – URL: http://www.astu.org/Content/Page/5833
- Увеличение экологической безопасности и степени использования тепловой энергии рабочего тела поршневых двигателей. – Текст: непосредственный / С. А. Каргин, А. Ф. Дорохов, Т. В. Хоменко // 9-е Луканинские чтения. Проблемы и перспективы развития автотранспортного комплекса: Международная научно-техническая конференция, Москва, 29 января 2021г.: сборник трудов. – Москва: МАДИ, 2021. – С. 224-232.

## Некоторые публикации в зарубежных научных изданиях
- Toxic components in diesel exhaust fumes / A. F. Dorokhov, E. V. Klimova. – Text: direct // Russian Engineering Research. – 2009. – V. 29. – № 12. –  P. 1261-1264. – DOI:10.3103/S1068798X09120144
- Improved running in of a frictional pair consisting of a cylinder lining and a piston ring / N. K. Sanaev, V. P. Tynyanskii, A. F. Dorokhov. – Text: direct // Russian Engineering Research. – 2009. – V. 29. –  № 10. –  P. 979-982. – DOI:10.3103/S1068798X09100049
- Socio-economic systems strategic management concept based on simulation / A. A. Khanova, O. M. Protalinsky, A. F.Dorokhov, A. A. Bolshakov.– Text : direct // World Applied Sciences Journal. –2013. – V. 24. –  № 24. – P. 74-79.
- Hybrid carburetion in compact diesel engines/ A. F. Dorokhov, I. M. Abacharaev. – Text: direct // Russian Engineering Research. –  2016. – V. 36. – № 2. – P. 96-99.
- Definition and prediction of thermal state cylinder assembly of an internal combustion engine: a new methodology / D. Zebbar, A. F. Dorokhov, M. Kouider, S. Zebbar, S. Kherris. – Text: direct // Recueil de mechanique. – 2017. – V. 2. – № 2. – P. 151-167. – DOI: 10.5281/ zenodoro.1169749
- System analysis of the stress intensity factor for defect evaluation in metal structures / Y. V. Kolotilov, Y. A. Maksimenko, I. Y. Aleksanyan, A. F. Dorokhov. – Polymer Science. Series D. –2018. – V. 11. – № 4. – P. 460-462.
- Use of nanotechnologies to manage the reliability of fuel equipment within diesel engines / M. A. Saidov, Kh. I. Shamsurkaev, A. F. Dorokhov, A. A. Musaev, R. S. Makhmatkhadzhieva, I. I. Kozlova, L. U. Magomadova, S.-M. S. Musaev. –Text: direct // Engineering and earth sciences: applied and fundamental research (ISEES 2018): International symposium: proceedings. – 2018. – P. 375-379.
- Predicting the state of structures under intrinsic limit states / Yu.V. Kolotilov, Y. A. Maksimenko, I. Y. Aleksanyan, A. F. Dorokhov. – Text: direct // Polymer science. Series: D. – 2019. – V. 12. – P. 207-210.
- Application of the First law of thermodynamics to piston engines / A. F. Dorokhov, P. A. Dorokhov. –– Text:  direct // Russian Engineering Research. – 2020. – V. 40. – № 7. –  P. 527-530.

## Некоторые публикации об А.Ф. Дорохове
1. Александр Фёдорович Дорохов // Астраханский государственный технический университет: исторический очерк, 75 лет / [С.Н. Воронов [и др.]. – Астрахань, 2005. – С. 187. – ISBN 5-89154-158-0.
2. Дорохов Александр Фёдорович, доктор технических наук, профессор // Доктора наук, профессора Астраханского государственного технического университета: биографические очерки. – Астрахань: Изд-во АГТУ, 2010. – С. 85-86. – ISBN 978-5-89154-381-2.
3. Дорохов Александр Фёдорович // Персоналии: [сайт]. – URL: http://www.mathnet.ru/rus/person97349.
4. Сахно К. Н., Памяти профессора Дорохова Александра Федоровича / К. Н. Сахно. – Текст: непосредственный // Вестник Астраханского государственного технического университета. Серия: Морская техника и технология. – 2021. – № 2. – С. 120.
5. Александр Фёдорович Дорохов: никогда не торопитесь, когда нужно принять серьёзное решение // Вестник судостроителя, № 7-8, август 2018г. – URL: http://pasis30.ru/uploads/newspaper/16_08_2018.pdf
6. Дорохов Александр Фёдорович // Библиографический указатель // Научная библиотека Астраханского государственного технического университета. - URL: https://library.astu.org/lecturer/new/DorohovAF.pdf